# 费兰·索莱
费兰·索莱（西班牙語：Ferran Solé，1992年8月25日—），西班牙男子手球运动员。他曾代表西班牙国家队参加2020年夏季奥林匹克运动会男子手球比赛，结果队伍获得一枚铜牌。